# Fabrice Ebanga
Fabrice Ebanga (8. svibnja 1990.) je rukometaš iz Demokratske Republike Kongo. Nastupa za domaći klub JS Kinshasa i rukometnu reprezentaciju Demokratske Republike Kongo.
Natjecao se na Svjetskom prvenstvu u Egiptu 2021., gdje je reprezentacija DR Konga završila na 28. mjestu.